# Pruteni, Fălești
Pruteni este satul de reședință al comunei cu același nume  din raionul Fălești, Republica Moldova.
Satul este situat la 47.500672 lat. N și 27.552819 long. E, având o suprafață de aproximativ 2,11 km², cu un perimetru de 9,86 km².
În anul 1997, populația satului Pruteni a fost estimată la 1722 de cetățeni. La recensământul din anul 2004, populația satului constituia 1599 de oameni, 48,66% fiind bărbați iar 51,34% femei. Structura etnică a populației în cadrul satului arată astfel: 98,75% moldoveni/români, 0,63% ucraineni, 0,50% ruși, 0,13% bulgari.